# Коскі-Випихи
Коскі-Випихи (пол. Koski-Wypychy) — село в Польщі, у гміні Перлеєво Сім'ятицького повіту Підляського воєводства.
Населення — 115 осіб (2011).
У 1975-1998 роках село належало до Ломжинського воєводства.

## Демографія
Демографічна структура станом на 31 березня 2011 року:
|          | Загалом | Допрацездатний вік | Працездатний вік | Постпрацездатний вік |
| -------- | ------- | ------------------ | ---------------- | -------------------- |
| Чоловіки | 61      | 16                 | 40               | 5                    |
| Жінки    | 54      | 17                 | 28               | 9                    |
| Разом    | 115     | 33                 | 68               | 14                   |